# Polypedilum sahariense
Polypedilum sahariense är en tvåvingeart som beskrevs av Jean-Jacques Kieffer 1926. Polypedilum sahariense ingår i släktet Polypedilum och familjen fjädermyggor.
Artens utbredningsområde är Algeriet. Inga underarter finns listade i Catalogue of Life.